# Hemiceras dentata
Hemiceras dentata är en fjärilsart som beskrevs av Paul Dognin 1914. Hemiceras dentata ingår i släktet Hemiceras och familjen tandspinnare. Inga underarter finns listade i Catalogue of Life.